# فرودگاه ووی
فرودگاه ووی  (به انگلیسی: Voi Airport)  یک فرودگاه همگانی، غیرنظامی  با کد یاتا n/a است که یک باند فرود ناهموار دارد و طول باند آن ۱۲۸۰ متر است. این فرودگاه در  کشور کنیا قرار دارد و در ارتفاع ۵۸۰ متری از سطح دریا واقع شده است.